# ناصر زيدان
ناصر زيدان هو كاتب، ومفكر، وصحفي، وأكاديمي لبناني حاصل على درجة الدكتوراه في العلوم السياسية والقانون الدولي العام، ويعمل أستاذًا للعلوم السياسية والعلاقات الدولية في الجامعة اللبنانية. رئيس وحدة الدراسات السياسية والإستراتيجية في المعهد العالمي للتجديد العربي شارك في مؤتمرات سياسية وفكرية في عدد من الدول والجامعات، وحاصل على وشاح الشباب العربي وعلى ميدالية كمال جنبلاط.[بحاجة لمصدر]

## أعماله ومؤلفاته
نُشرت للكاتب ناصر زيدان العديد من المقالات بعدد من الصحف والمجلات المحلية والعربية مثل صحيفة الخليج الإماراتية، وصحيفة النهار والنهار العربي، وجريدة الأنباء الكويتية، وجريدة المُدن العربية وجريدة الأنباء اللبنانية ومؤسسة الفكر العربي، كما ألف عددًا من الكتب وعشرات الأبحاث المقيّمة في القانون الدولي والعلوم السياسية، ومنها: 
- الشرق الأوسط الكبير بعد احتلال العراق: صدر عن الجامعة اللبنانية - كلية الحقوق والعلوم السياسية، عام 2007.
- دور روسيا في الشرق الأوسط وشمال أفريقيا من بطرس الأكبر حتى فلاديمير بوتين: صدر عن دار الشروق بالقاهرة.[5]

- مهارات القيادة الإدارية وأخلاقيات الأعمال: صدر عام 2014 عن الدار العربية للعلوم ناشرون ببيروت.[6]
- قضايا عربية ودولية ساخنة 2010 - 2014: صدر عام 2014 عن الدار العربية للعلوم ناشرون ببيروت.[7]
- حقوق الإنسان في القوانين اللبنانية والدولية: صدر عام 2015 عن الدار العربية للعلوم ناشرون ببيروت.[8]
- الدولة والعروبة بين الواقع والمرتجى: صدر عام 2016 عن الدار العربية للعلوم ناشرون ببيروت.[9]
- المساكنة السياسية الصعبة بعد اتفاق الدوحة - مستقبل لبنان في ضوء تجربة الحروب الباردة بين أيار 2008 وأيار 2019: صدر عام 2019 عن الدار العربية للعلوم ناشرون ببيروت.[10]
- الموجز عن الأحزاب السياسية في لبنان: صدر عام 2020 عن الدار العربية للعلوم ناشرون ببيروت.[11]

له العديد من الأبحاث المنشورة في المجلات الأكاديمية المقيّمة كمجلة الحياة النيابية اللبنانية، مجلة الحقوق والعلوم السياسية الصادرة عن الجامعة اللبنانية، مجلة الدراسات الأمنية الصادرة عن قوى الأمن الداخلي اللبناني، ومجلة الفكر التقدمي.